# Museu do Café Barão da Serra Negra
O Museu do Café Barão da Serra Negra é um museu na cidade de Jundiaí, situado na Fazenda Nossa Senhora da Conceição. Seu acervo é composto por fotos, utensílios agrícolas e documentos sobre a história da produção do café e da escravidão, além de itens da família Serra Negra e relacionados à chegada dos imigrantes.
A fazenda em que o museu está situado é um importante local histórico de Jundiaí. Em funcionamento desde 1810, passou pelo ciclo da cana-de-açúcar, do café e pela chegada dos imigrantes italianos em São Paulo, com a plantação de videiras. O vinhedo fez com que a fazenda se tornasse uma das grandes produtoras de vinho do estado de São Paulo. Atualmente, as atividades do local são voltadas para o turismo sobre a história do ciclo do café.